# Klooster Lüne
Het Klooster Lüne is een voormalig benedictijns klooster en tegenwoordig een protestants vrouwenstift in de Duitse stad Lüneburg. Het is een van de kloosters die door de Klosterkammer Hannover wordt beheerd, een ministeriële overheidsorganisatie in Nedersaksen die religieuze, sociale en educatieve projecten onderhoudt en bevordert.

## Geschiedenis
Het klooster Lüne werd in 1172 door Hildeswidis von Markboldestorp gesticht. Volgens de door de bisschop van Verden opgestelde stichtingsakte waren er geen kloosterregels van een specifieke kloosterorde van toepassing. Pas in 1272 werd het klooster als een benedictijns klooster omschreven, maar vanaf het midden van de 14e eeuw werd het klooster echt als een benedictijns klooster gedocumenteerd. Het klooster werd geleid door een abdis, terwijl het beheer van goederen en de zielszorg werd toevertrouwd aan een door de stiftdames gekozen proost. Klooster Lüne behoorde tot de Congregatie van Bursfeld.
Tijdens de invoering van de reformatie werd ondanks weerstand van de nonnen op aansporing van hertog Ernst de Belijder op 26 april 1528 voor het eerst een mis in de Duitse taal opgedragen. In 1529 koos de hertog een nieuwe proost om zich van een strikte opvolging van de lutherse leer te verzekeren. Door hardnekkige en aanhoudende weerstand van katholieke nonnen duurde het toch nog tot 1562 voor het convent daadwerkelijk de nieuwe leer aanvaardde. Op grond van een regeling in de kloosterverordening van Lüneburg behield het klooster echter haar zelfstandigheid.
Op initiatief van hertog Georg-Ludwig werd het klooster in een protestants damesstift veranderd. Het primaire doel van het stift was het bieden van een voorziening voor ongehuwde dochters van de Lüneburgse landadel. Sinds de 19e eeuw behoort het klooster aan de Klosterkammer Hannover (vroeger: Hannoverschen Klosterfond). Het staat nu onder leiding van abdis Reinhild von der Goltz.

## Architectuur
In 1380 werd het klooster na een grote brand in de stijl van baksteengotiek herbouwd. De kruisgang, het eenschepige kerkgebouw, het nonnenkoor en het dormitorium zijn goed bewaard gebleven.

## Inventaris
In de kerk (gewijd in 1410) bevindt zich een barok orgel (1645), een Madonna-lantaarn, een renaissance kansel uit 1608, meerdere gotische kisten, waarvan de oudste uit 1174 dateert, een doopvont en een gotisch triptiek in het nonnenkoor met de "Bewening van Christus" uit het atelier van Lucas Cranach de Oude.
In de zogenaamde Bronnenhal staat een meer dan 600 jaar oude gotische bron. Zeer fraai zijn ook de gebrandschilderde ramen uit de 14e en 17e eeuw in de kruisgang.
Lüne is beroemd om het brei- en borduurwerk (wol op linnen). Het Textielmuseum dat in 1995 op het terrein van het klooster werd geopend herbergt een aantal waardevolle stukken (borduurwerk, altaarkleden, vastendoeken en tapijten). De oudste zijn van rond het jaar 1250. Opmerkelijke muurschilderingen van rond 1500 bevinden zich in de refter van het klooster.

## Afbeeldingen

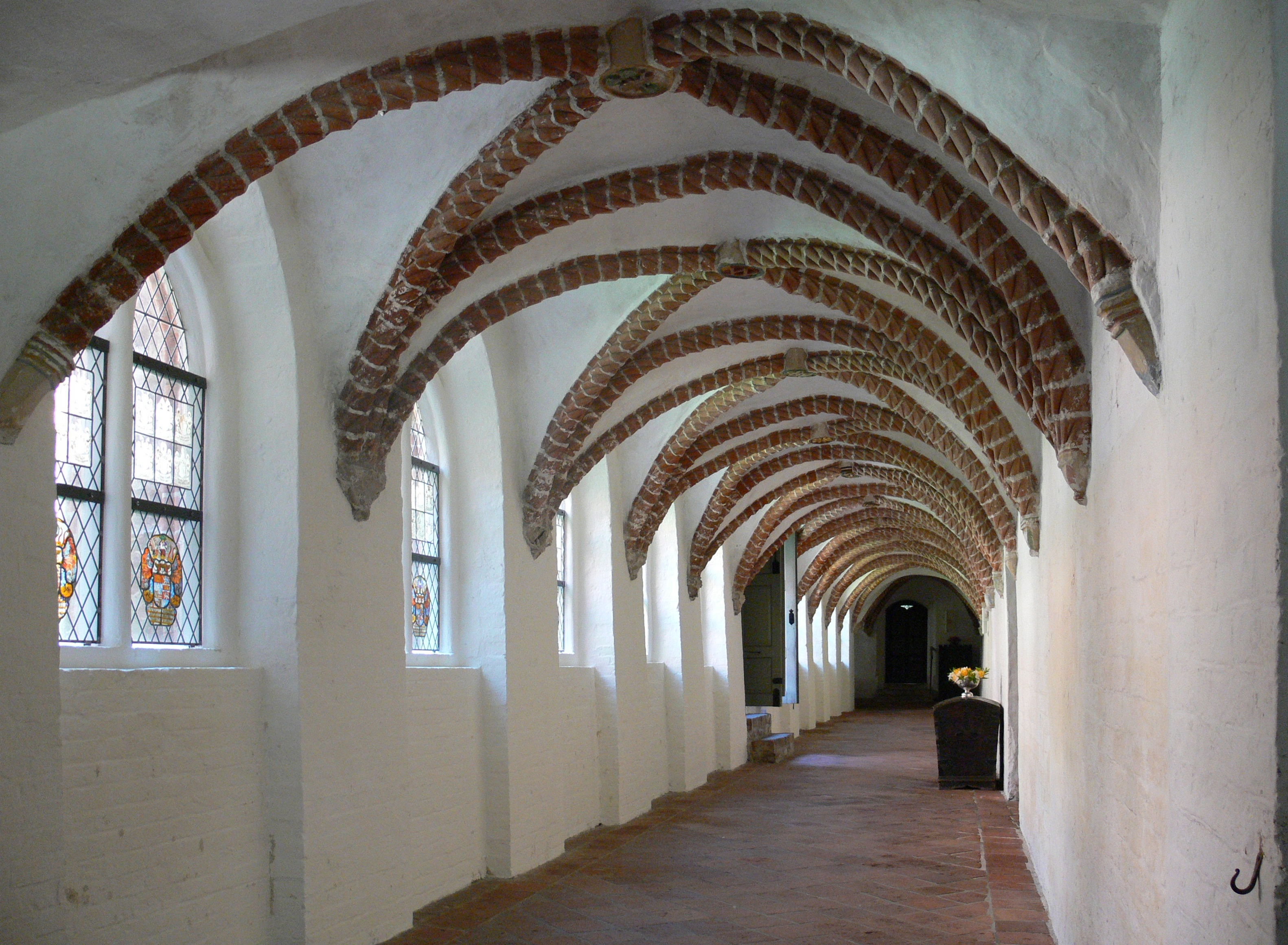
Kruisgang
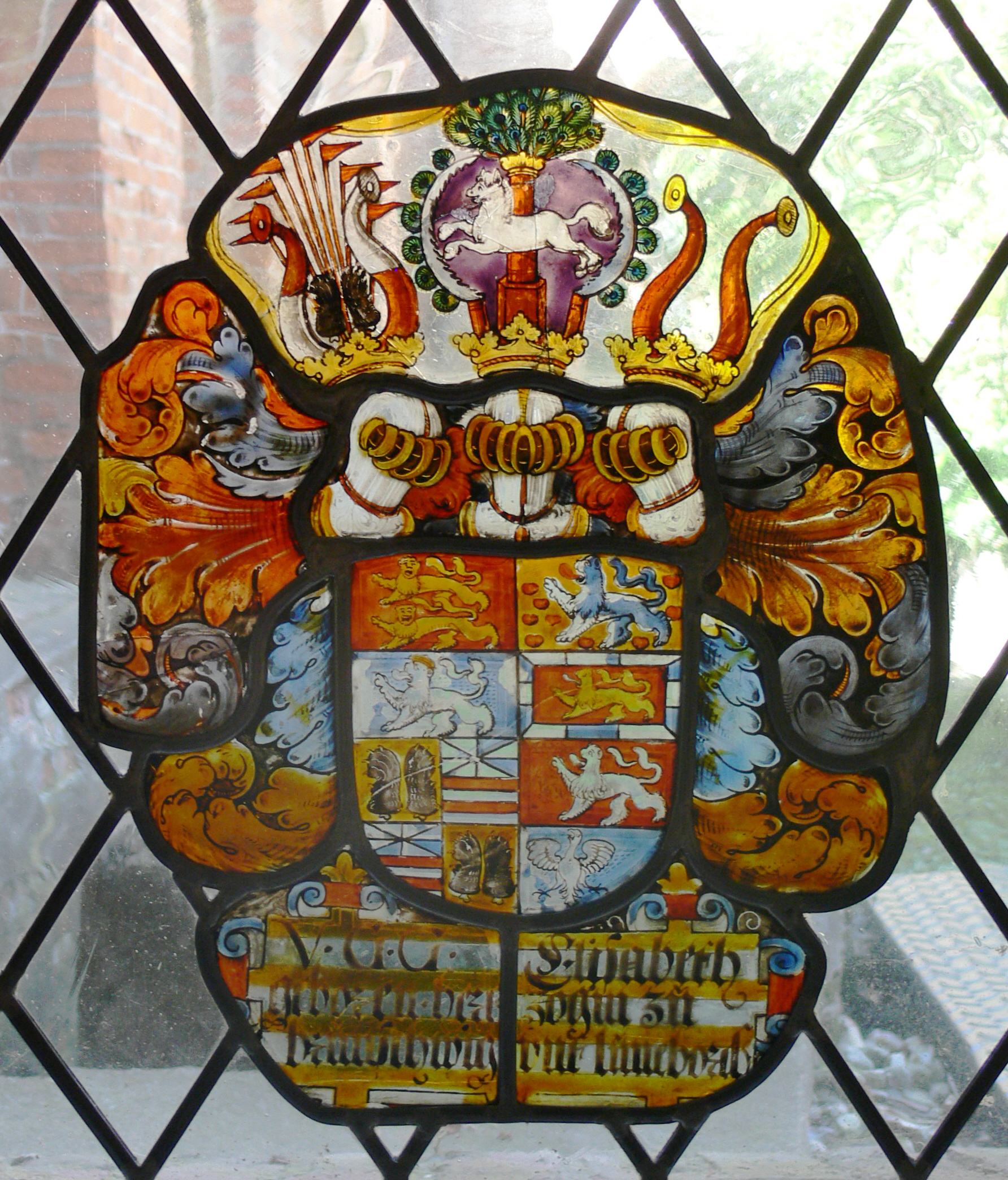
Gebrandschilderd raam
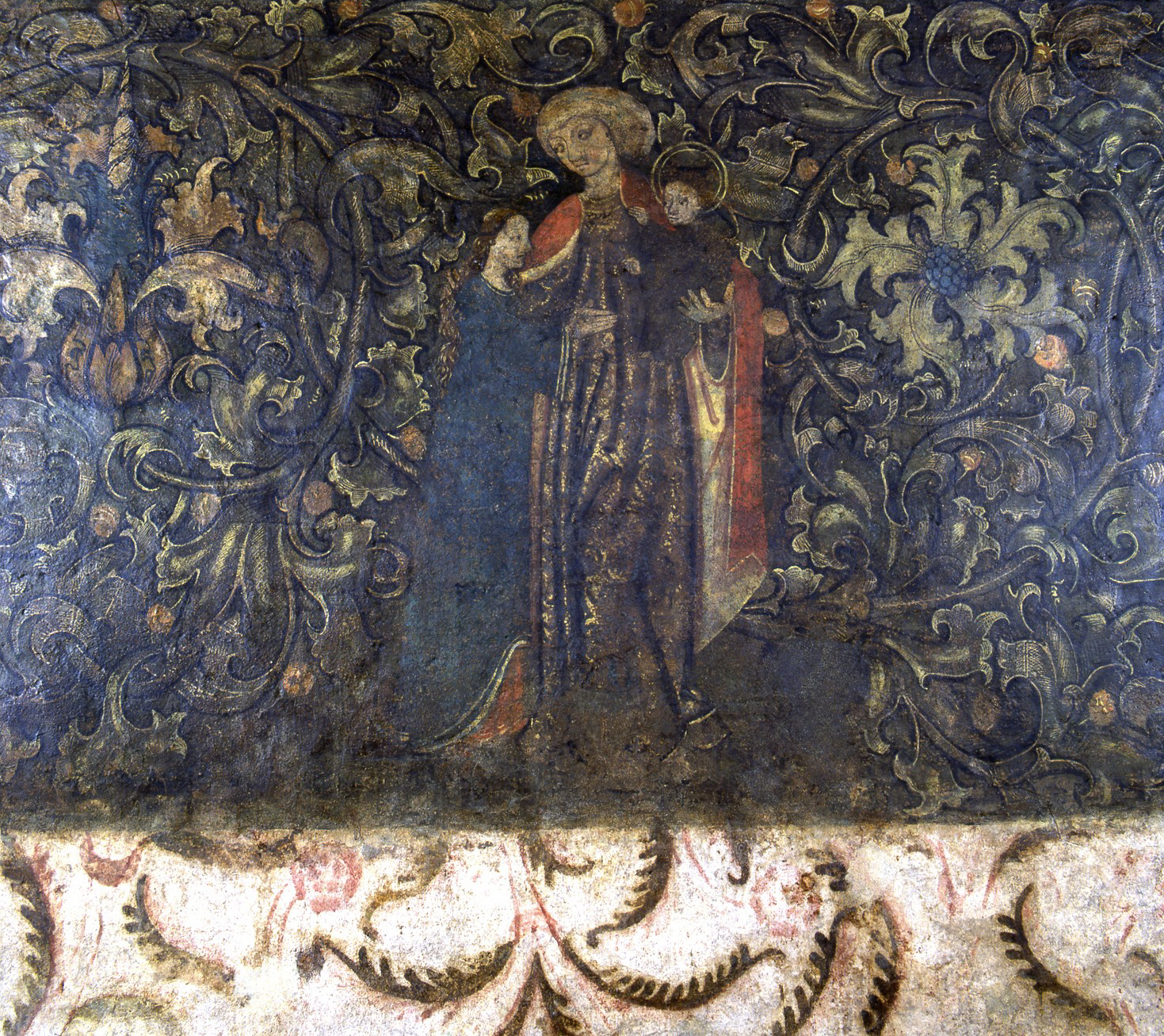
Anna te Drieën (winterrefter)
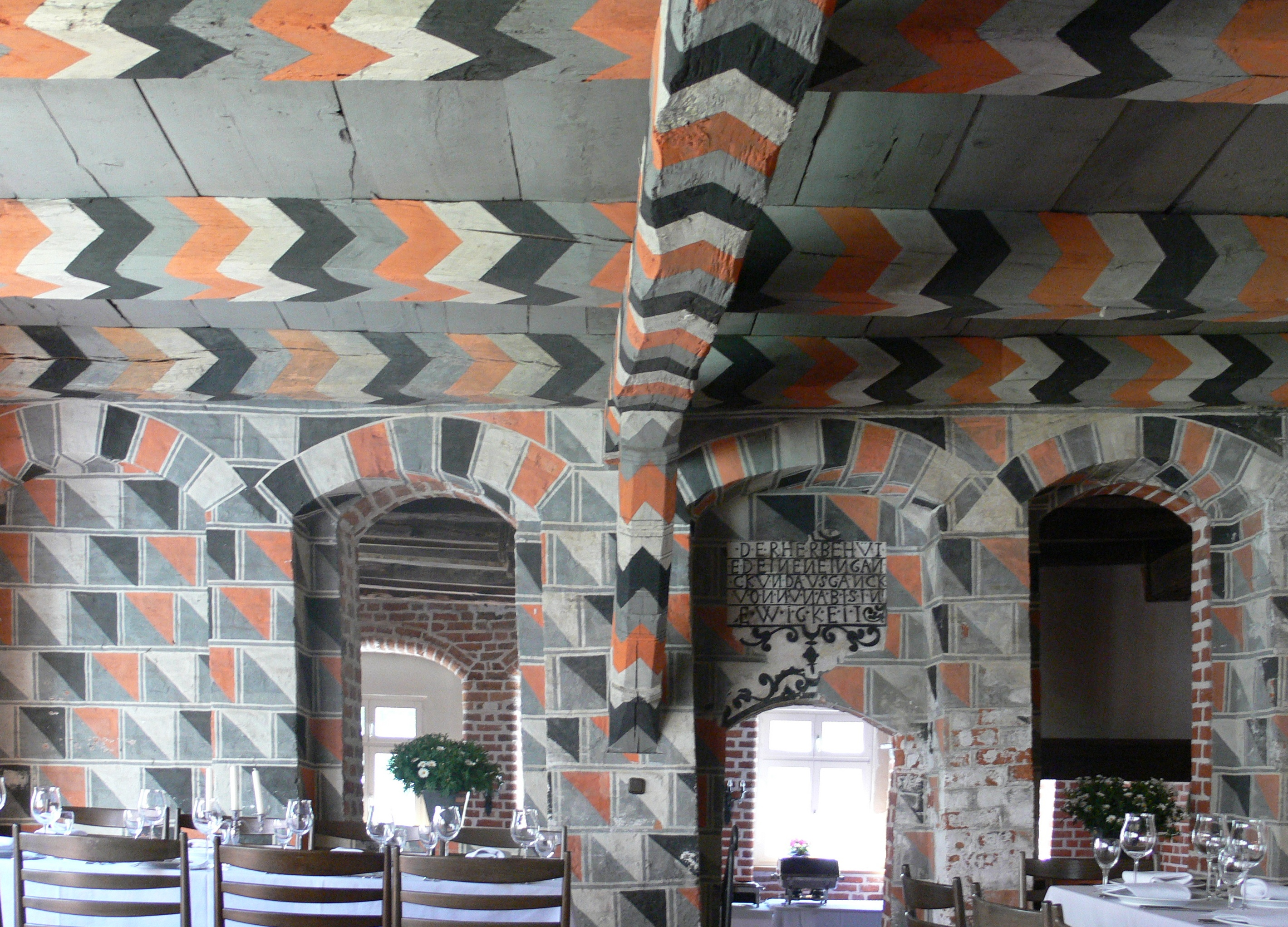
zomerrefter
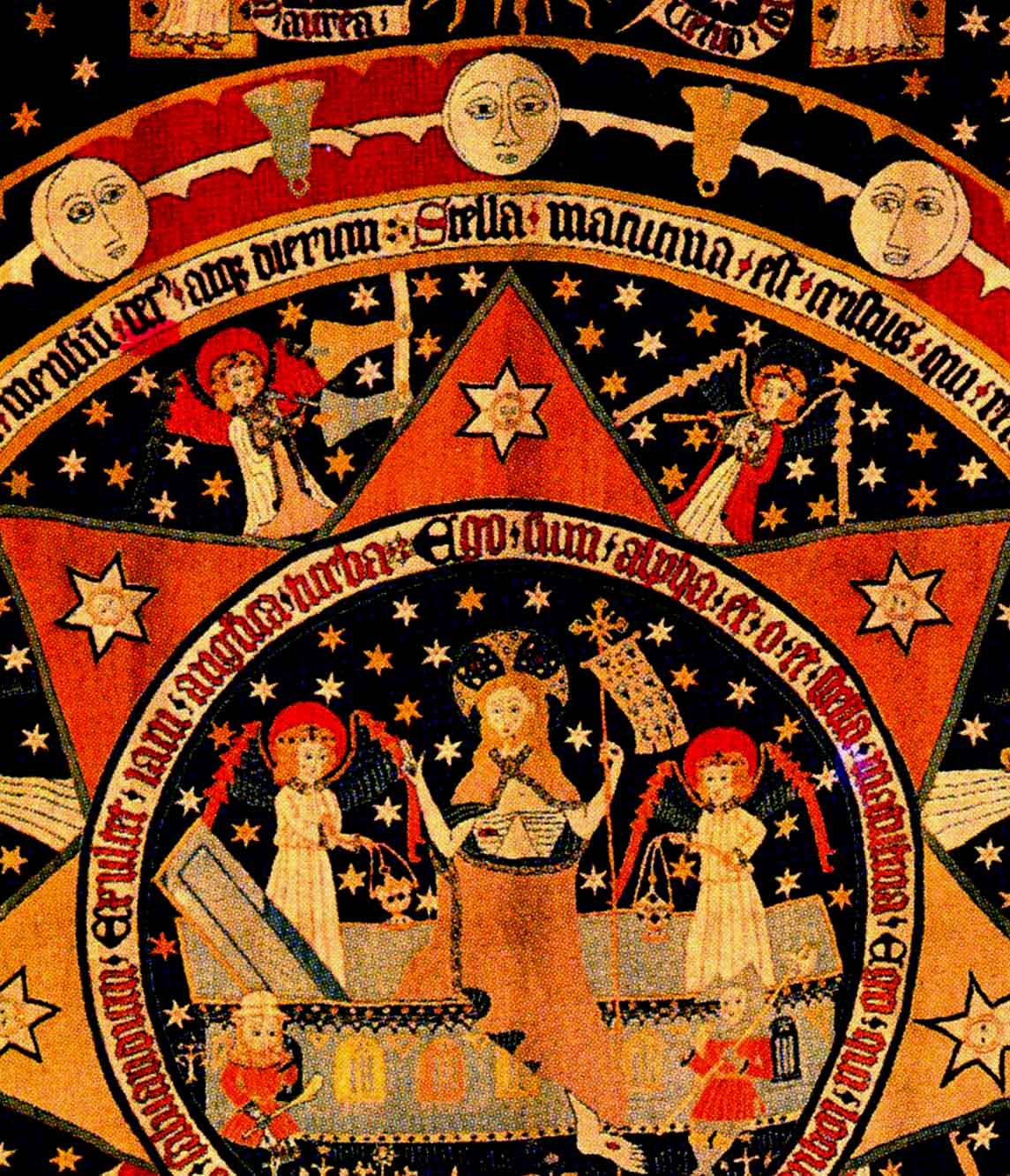
Hongerdoek (1504)
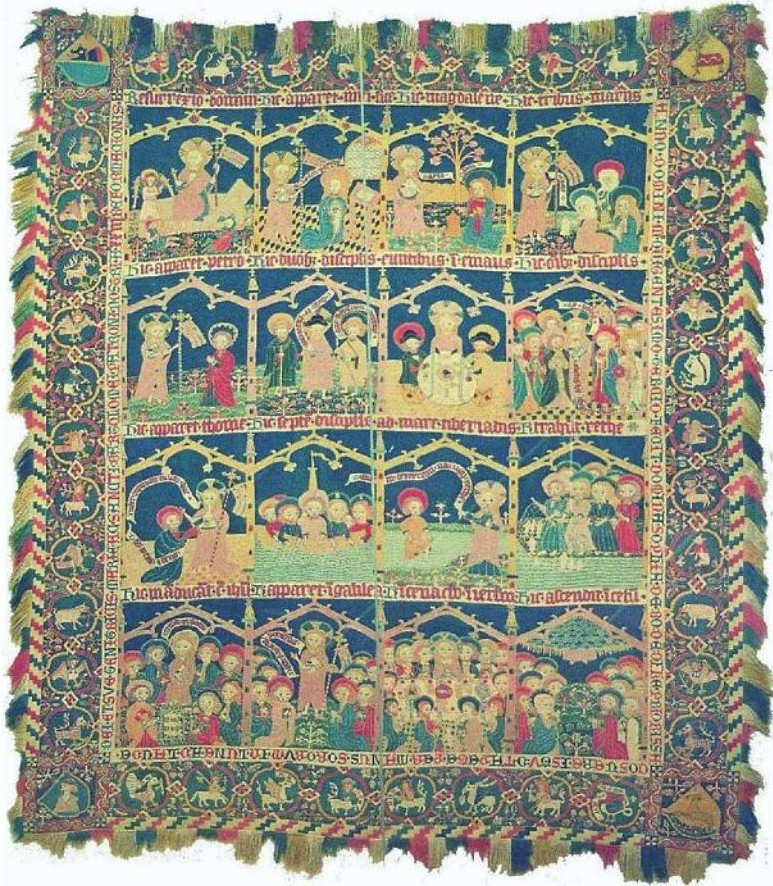
Opstandingsdoek (1503)